# Zuzanna Kolonus
Zuzanna Kolonus (* 29. Juni 2005) ist eine  polnische Tennisspielerin.

## Karriere
Kolonus begann mit acht Jahren mit dem Tennisspielen und bevorzugt Hartplätze. Sie spielte bislang vor allem Turniere der ITF Juniors World Tennis Tour und der ITF Women’s World Tennis Tour, wo sie bisher einen Titel im Doppel gewinnen konnte.
2024 erreichte sie im März mit Partnerin Laura Cíleková das Finale beim ITF-Turnier in Scharm asch-Schaich, das sie gegen Gaia Parravicini und Daria Frayman mit 6:0, 3:6 und 8:10 verloren. Im April erreichte sie mit Darja Jessyptschuk das Finale im Damendoppel in Kursumlijska Banja, das sie gegen Tea Nikčević und Karola Patricia Bejenaru mit 6:75 und 4:6 verloren. Im Juli erhielt sie eine Wildcard für die Qualifikation zum Hauptfeld im Dameneinzel der Polish Open, wo sie in der ersten Runde gegen Alycia Parks mit 3:6 und 0:6 verlor. Im Doppel steht sie mit Partnerin Weronika Ewald im Halbfinale.

## Turniersiege

### Doppel
| Nr. | Datum        | Turnier            | Kategorie | Belag | Partnerin          | Finalgegnerinnen   | Ergebnis          |
| --- | ------------ | ------------------ | --------- | ----- | ------------------ | ------------------ | ----------------- |
| 1.  | 3. Juni 2023 | Kuršumlijska Banja | ITF W15   | Sand  | Darja Jessyptschuk | Guo Meiqi Iva Šepa | 7:64, 4:6, [10:8] |